# 剛果民主共和國地理

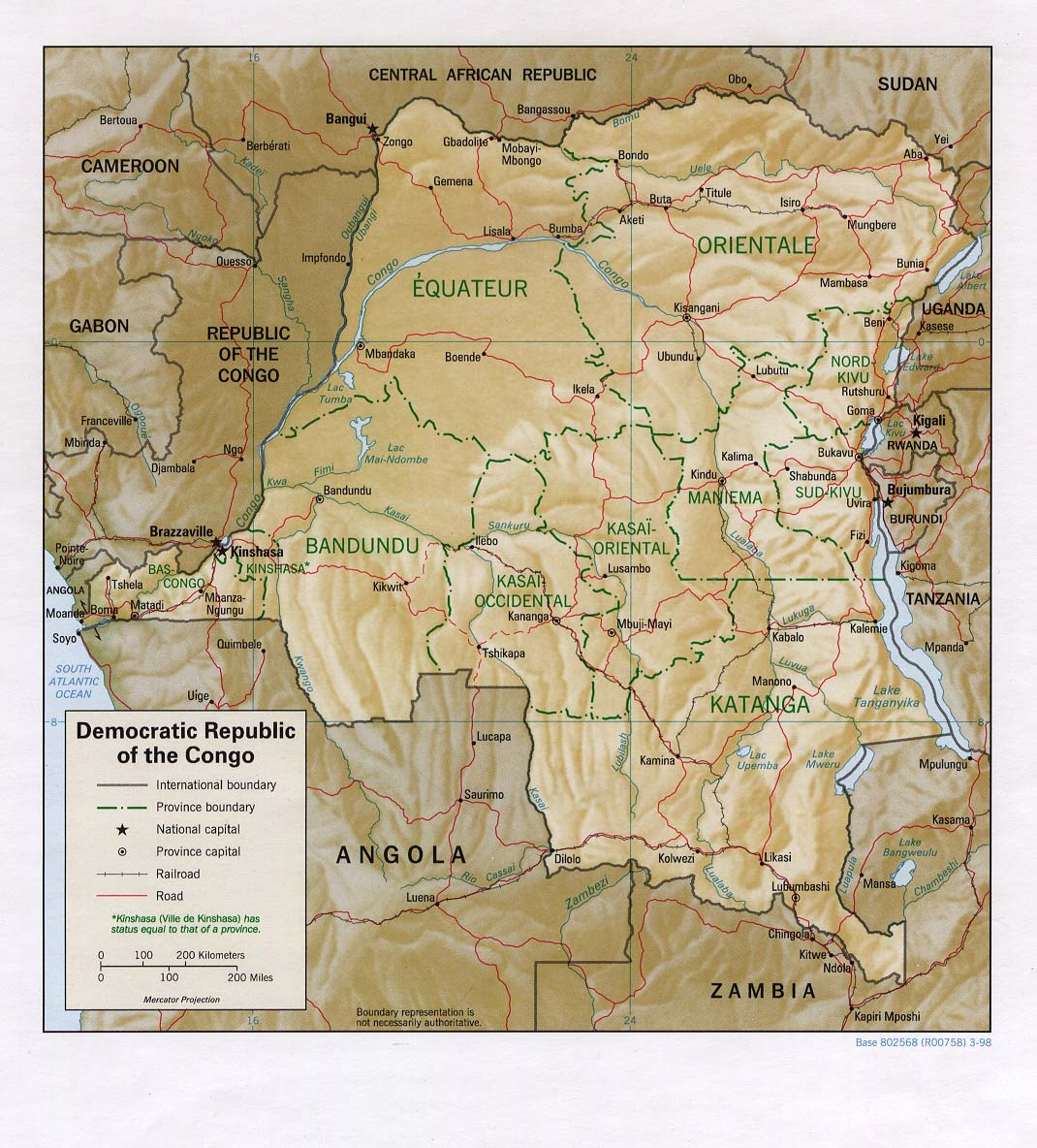
剛果民主共和國地圖

剛果民主共和國包括了大部份剛果河流域地區。剛果民主共和國只有很小的一塊通往大西洋的海岸線。剛果中部地區面積廣闊地勢地平，是大片盆地，有茂密的熱帶雨林。南部和東都地區則地勢較高，是稀樹草原。剛果民主共和國大部份地區都地處赤道地區，氣候炎熱潮濕。南部地區則氣候乾燥涼爽。大多數地區全年有旱季和雨季兩個季節。剛果民主共和國也是面積和人口大國。剛果民主共和國東部的盧文佐里山脈最高地區海拔超過5000米。